# Lučac-Manuš

Poloha čtvrti Lučac-Manuš v rámci Splitu

Lučac-Manuš je čtvť ve Splitu, druhém největším městě v Chorvatsku. Čtvrť vzinklá spojením částí Manuš (na severu) a Lučac (na jihu) se nachází v centrální části města, má 6 840 obyvatel a rozlohu 0,36 km².

## Okolní čtvrti

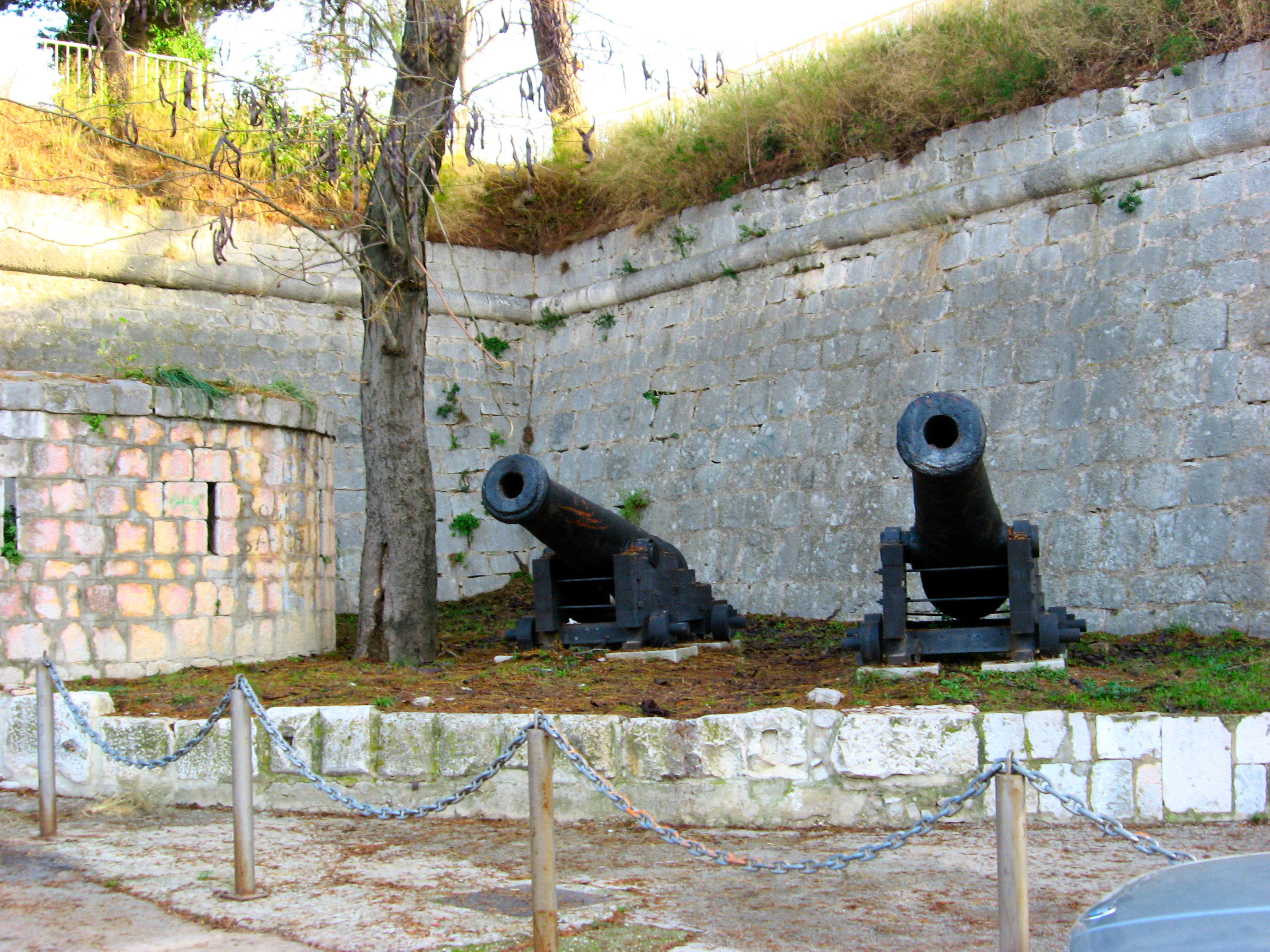
Děla v pevnosti Gripe

Črvť Lučac-Manuš je ohraničena tako:
- ze severu – ulice Vukovarska,
- z východu – ulice Slobode,
- z jihu – ulice Kralja Zvonimira,
- na západ – železniční tunel.

Okolní čtvrti sousedící s Lučac-Manuš:
- od severu – Bol,
- z východu – Gripe,
- z jihu – Bačvice,
- od západu – Grad.

## Významné objekty
Na území čtvrti se nachází např. pevnost Gripe (Tvrđava Gripe) a Chorvatské námořní muzeum